# Данько Микола Іванович
Микола Іванович Данько́ (18 січня 1949, с. Бахмач, Чернігівська область — 18 листопада 2013, м. Харків) — український науковець і політик. Доктор технічних наук, професор, ректор Української державної академії залізничного транспорту.

## Біографія
Народився 18 січня 1949 р. у с. Бахмач Чернігівської області в сім'ї робітника. У 1956 р. пішов до першого класу Бахмацької середньої школи № 2, яку закінчив у 1966 р. У цьому ж році розпочав свою трудову діяльність різноробочим Бахмацької рембуддільниці, а з 1967 р. працював на станції Бахмач Південно-Західної залізниці.
У 1970 р. вступив на І курс до Харківського інституту інженерів залізничного транспорту імені С. М. Кірова, який закінчив у 1975 р. за спеціальністю «Експлуатація залізниці», отримавши кваліфікацію інженера шляхів сполучення з експлуатації залізниць. Залишився для подальшої роботи у інституті за розподіленням і обіймав посади: асистента, старшого викладача кафедри «Експлуатація залізниць», заступника декана заочного факультету, декана факультету «Зміна», доцента кафедри «Управління експлуатаційною роботою», заступника директора інституту перепідготовки та підвищення кваліфікації кадрів. У 1999 р. переведено на посаду директора інституту перепідготовки та підвищення кваліфікації кадрів ХарДАЗТ. У січні 2000 р. він обирається на посаду декана факультету управління процесами перевезень, а в грудні цього ж року призначується проректором з навчальної роботи. З 30 квітня 2004 р. виконує обов'язки ректора, а з 23 липня 2004 р. за наказом Міністра транспорту та зв'язку України його призначено ректором Української державної академії залізничного транспорту. У 1994 р. здобув науковий ступінь кандидата технічних наук, 2006 р. — доктора технічних наук. Доцент із 1998 р., академік Транспортної академії України з 2003 р., професор — із 2005 р. 26 березня 2006 р. обраний депутатом Харківської обласної ради. Член партії «Відродження». 18 листопада 2013 р. помер на 65-му році життя після довгої хвороби.
Мешкав в Харкові.

## Нагороди та відзнаки
- Нагороджений Почесною грамотою й іменним годинником Генерального директора «Укрзалізниці»,
- Знаком «Почесному залізничнику», грамотами Міністерства освіти і науки України,
- Почесною грамотою Верховної Ради України,
- Орденом Української православної церкви Преподобного Нестора-Летописця III ступеня,
- Знаком «Заслужений працівник транспорту»,
- Знаком «За сприяння розвитку залізничного транспорту»;
- Лауреат регіонального рейтингу «Харків'янин року-2008»;
- Орден «За заслуги» (Україна) III ступеню (2009).